# Kommunalfuldmagten
 Der er for få eller ingen kildehenvisninger i denne artikel, hvilket er et problem. Du kan hjælpe ved at angive troværdige kilder til de påstande, som fremføres i artiklen.

Kommunalfuldmagten er en betegnelse for de ulovbestemte og uskrevne regler i form af afgørelser og udtalelser, der regulerer de danske kommuners mulighed for uden lovhjemmel at påtage sig opgaver.
Kommunalfuldmagten kan have hjemmel i Grundlovens § 82. Ifølge KL kan kommunalfuldmagten opfattes som en retsgrundsætning.
Konkret betyder kommunalfuldmagten, at kommunalbestyrelsen har ret til at råde over kommunens ressourcer, herunder kompetencen til at udarbejde kommunens budget samt kommunernes selvstændige kompetence til at fastlægge den kommunale beskatning.
Kommunalfuldmagten indebærer også, at kommunen har ret til at stille de ydelser til rådighed for borgerne, som der juridisk er mulighed for. Som udgangspunkt er det f.eks. ikke tilladt for en kommune at drive decideret erhvervsvirksomhed i form af handel, håndværk og industri, dog må kommunen gerne selv løse opgaver for sig selv, såkaldt in house-produktion, som ellers ville have været udliciteret – eksempelvis et vaskeri, der betjener de kommunale institutioner. Kommunalfuldmagten giver sågar mulighed for at kommunen sælger biprodukter og overskudsproduktion fra egen produktion. Kravet er dog, at produktionen skal være nært knyttet til egentlige kommunale opgaver.